# Agustín Sández
Gonzalo Agustín Sández (Lanús, 16 de enero de 2001) es un futbolista paraguayo de origen argentino que se desempeña como lateral izquierdo y su equipo actual es Rosario Central de la Primera División de Argentina. Es internacional absoluto con la selección de Paraguay.

## Trayectoria

### Boca Juniors
Sández surgió de las divisiones inferiores de Boca Juniors, a las que arribó con siete años de edad. Allí hizo su camino hasta llegar a la reserva del equipo. En 2020 firmó su primer contrato como profesional.
Ese mismo año, formó parte de la nómina de futbolistas que encararía la Copa Libertadores 2020, aunque no llegó a debutar.
Su debut profesional se produjo el 21 de abril de 2021 en un partido correspondiente a la Copa Libertadores 2021, que enfrentó a Boca Juniors con The Strongest. Ingresó a los 85 minutos en lugar de Agustín Obando.
Sández, de padre paraguayo, desde 2021 despertó el interés de la selección de fútbol de ese país, e inició el trámite para obtener la ciudadanía paraguaya.
El 8 de diciembre de 2021, en la final de la Copa Argentina 2019-20 frente a Talleres de Córdoba, fue uno de los encargados de patear en la tanda de penales para Boca, convirtiendo su tanto como parte del 5-4 que le dio el título a Boca.
El 5 de junio de 2022 marcó su primer gol en la primera de Boca, en la victoria 2-1 ante Arsenal.

### Rosario Central
El 21 de agosto de 2023, se convirtió en refuerzo de Rosario Central, que adquirió el 50 % de la ficha en 1.380.000 dólares, y firmó contrato hasta diciembre de 2026.

## Estadísticas

### Clubes
Actualizado al último partido jugado el 16 de agosto de 2025.
| Club | Div.                | Temporada           | Liga  | Liga  | Liga   | Copas nacionales(1) | Copas nacionales(1) | Copas nacionales(1) | Torneos internacionales(2) | Torneos internacionales(2) | Torneos internacionales(2) | Total | Total | Total  |
| Club | Div.                | Temporada           | Part. | Goles | Asist. | Part.               | Goles               | Asist.              | Part.                      | Goles                      | Asist.                     | Part. | Goles | Asist. |
| --- | ------------------- | ------------------- | ----- | ----- | ------ | ------------------- | ------------------- | ------------------- | -------------------------- | -------------------------- | -------------------------- | ----- | ----- | ------ |
| Boca Juniors Argentina | 1.ª                 | 2021                | 8     | 0     | 1      | 3                   | 0                   | 0                   | 4                          | 0                          | 0                          | 15    | 0     | 1      |
| Boca Juniors Argentina | 1.ª                 | 2022                | 8     | 1     | 0      | 8                   | 0                   | 1                   | 1                          | 0                          | 0                          | 17    | 1     | 1      |
| Boca Juniors Argentina | 1.ª                 | 2023                | 10    | 0     | 0      | 2                   | 1                   | 0                   | 1                          | 0                          | 0                          | 13    | 1     | 0      |
| Boca Juniors Argentina | Total club          | Total club          | 26    | 1     | 1      | 13                  | 1                   | 1                   | 6                          | 0                          | 0                          | 45    | 2     | 2      |
| Rosario Central Argentina | 1.ª                 | 2023                | —     | —     | —      | 15                  | 1                   | 0                   | —                          | —                          | —                          | 15    | 1     | 0      |
| Rosario Central Argentina | 1.ª                 | 2024                | 18    | 1     | 0      | 13                  | 0                   | 0                   | 9                          | 2                          | 0                          | 40    | 3     | 0      |
| Rosario Central Argentina | 1.ª                 | 2025                | 22    | 2     | 0      | 2                   | 0                   | 0                   | —                          | —                          | —                          | 24    | 2     | 0      |
| Rosario Central Argentina | Total club          | Total club          | 40    | 3     | 0      | 30                  | 1                   | 0                   | 9                          | 2                          | 0                          | 79    | 6     | 0      |
| Total en su carrera | Total en su carrera | Total en su carrera | 66    | 4     | 1      | 43                  | 1                   | 1                   | 15                         | 2                          | 0                          | 124   | 8     | 2      |
| (1) Incluye Copa de la Liga, Copa Argentina, Trofeo de Campeones y Supercopa Internacional. (2) Incluye Copa Libertadores y Copa Sudamericana. |                     |                     |       |       |        |                     |                     |                     |                            |                            |                            |       |       |        |

## Palmarés

### Campeonatos nacionales
| Título              | Equipo                | País      | Año     |
| ------------------- | --------------------- | --------- | ------- |
| Copa Argentina      | C. A. Boca Juniors    | Argentina | 2019-20 |
| Copa de la Liga     | C. A. Boca Juniors    | Argentina | 2022    |
| Primera División    | C. A. Boca Juniors    | Argentina | 2022    |
| Supercopa Argentina | C. A. Boca Juniors    | Argentina | 2022    |
| Copa de la Liga     | C. A. Rosario Central | Argentina | 2023    |